# Stéphane Peyron

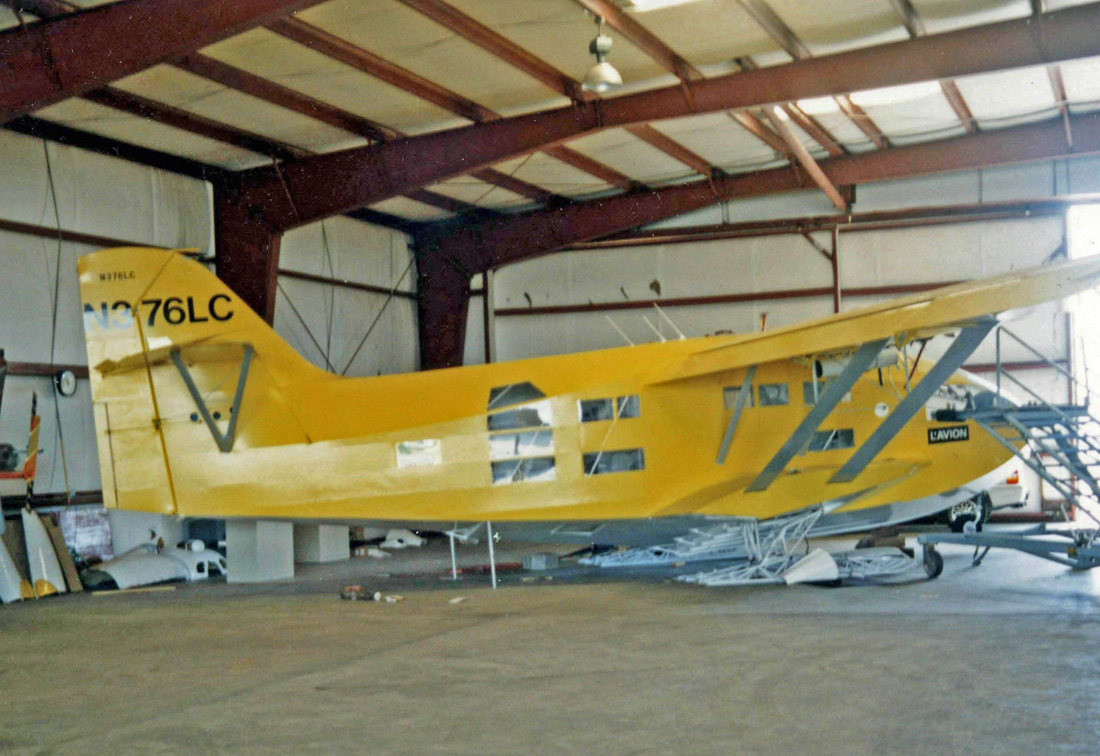
Il Wilson Global Explorer L'Avion di Stéphane Peyron.

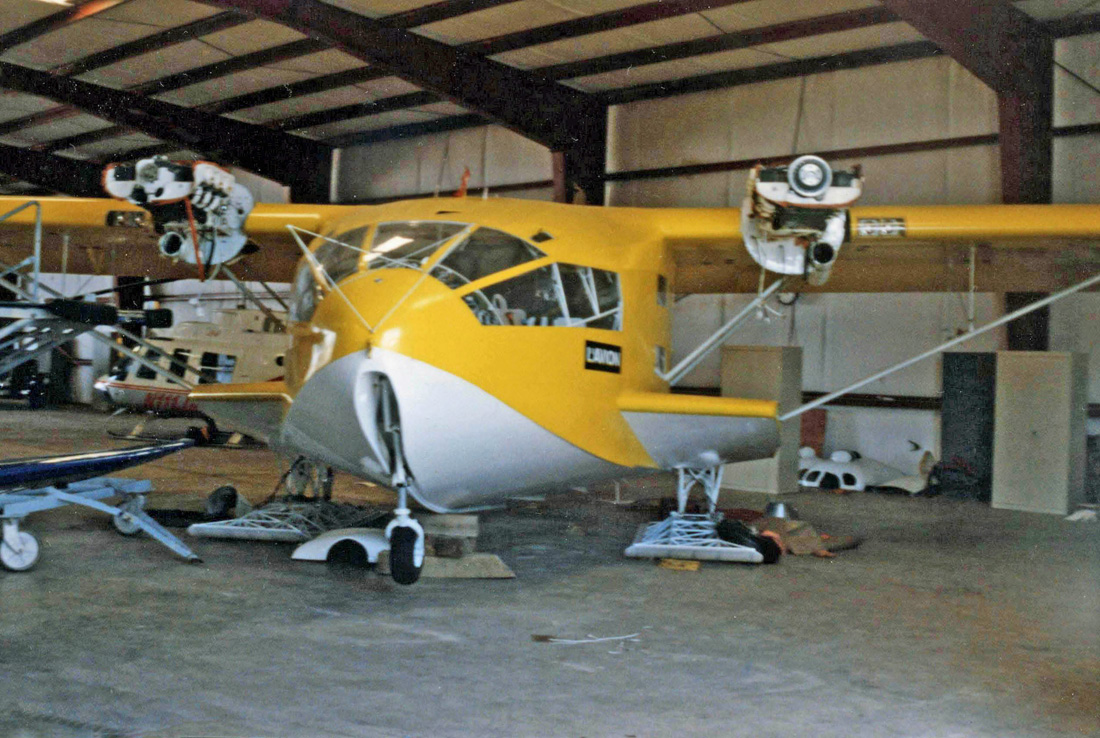
Altra vista del velivolo L'Avion di Stéphane Peyron.

Stéphane Peyron (La Baule-Escoublac, 1º dicembre 1960) è un navigatore, esploratore, produttore televisivo, documentarista, velista e windsurfista francese.

## Biografia
Stéphane è il più giovane di una famiglia di tre fratelli navigatori: Bruno e Loïck, entrambi navigatori e velisti. Il padre, Hervé Peyron, che era un capitano della marina mercantile (egli fu in particolare comandante di una superpetroliera della Shell), ha iniziato i figli (tre fratelli e due sorelle gemelle) al mare ed alla nautica; Stéphane Peyron è inoltre il nipote (da parte materna) del navigatore Jean-Yves Terlain.
Nel 1975-1983 partecipa a delle competizioni di windsurf con diversi campionati del mondo al suo attivo.
Nel 1986 effettua una attraversata dell'oceano Atlantico, da Dakar a Pointe-à-Pitre, in windsurf abitabile in tandem con Alain Pichavan (in 24 giorni e 12 ore).
Nel 1987 effettua una attraversata dell'oceano Atlantico da New York a La Rochelle (6 500 km (3 500 nmi)) in windsurf abitabile in solitaria; è il primo ad effettuare un'impresa simile, egli parte il 10 giugno 1987 per arrivare a destinazione 46 giorni e 2 ore dopo. L'esperienza è raccontata nel libro L'Homme qui glissait sur les eaux. Nel 2000, Raphaëla Le Gouvello riuscirà nell'impresa in solitaria (dopo Peyron) utilizzando lo stesso windsurf di Peyron del 1987.
Nel 1988 effettua delle spedizioni nell'Antartide ed al polo Nord.
Nel 1991 produce su La Cinq, un'emissione di avventura chiamata Kargo.
Nel 1992 entra a Canal+: è animatore nell'emissione Nulle part ailleurs e produttore della serie di documentari Dans la nature.

Dans la nature avec Stéphane Peyron è una serie di documentari, realizzati tra il 1992 e 2001, di 38 episodi di 52 minuti per 40 spedizioni nel mondo: Sud-est asiatico, Siberia, Etiopia, Amazzonia, Yellowstone, Messico, Louisiana, Bolivia, Kazakistan, Patagonia, Venezuela, Colombia, Galápagos, Île-de-Sein, Australia, Mongolia, Cina, Sumatra, Madagascar, Zanskar, Tanzania, Ladakh, Indonesia, Kenya, Marsiglia. Molte delle spedizioni sono state effettuate a bordo dell'aereo anfibio L'Avion.
Nel 2002 lascia Canal+ dopo 10 anni di collaborazione.
Nel 2010, 10 anni dopo Dans la nature, Peyron riparte a reincontrare alcune delle persone che aveva incontrato nei precedenti viaggi, nel documentario Le voyage à l'envers, trasmesso su Planète+ Thalassa nel febbraio 2012.

## Attività
Windsurf
- 1986: attraversata dell'oceano Atlantico (Dakar/Pointe-à-Pitre) in windsurf abitabile in tandem con Alain Pichavan (in 24 giorni e 12 ore);
- 1987: attraversata dell'oceano Atlantico (New York/La Rochelle) in windsurf abitabile in solitaria (in 46 giorni e 2 ore);

| Data      | Titolo                              | Durata            | Produttore                        |
| --------- | ----------------------------------- | ----------------- | --------------------------------- |
| 1992-2003 | Dans la nature avec Stéphane Peyron | 38 episodi di 52' | 95° West / Canal+                 |
| 2003      | Histoires formidables               | 1 episodio        | 95° West / Canal+                 |
| 2004      | Monsieur Pingouin                   | 1 episodio di 52' | 95° West / SF DRS                 |
| 2010      | Le voyage à l'envers                | 1 episodio di 52' | 95° West / MFP / PLANETE THALASSA |

## Pubblicazioni
- (FR) Noëlle Duck e Stéphane Peyron, La Planche à voile, Parigi, Solar, 1981, ISBN 2-263-00535-8, bnf:34743197 .
- (FR) Noëlle Duck e Stéphane Peyron, La Planche à voile, illustrazioni di Joël Bordier, Parigi, France loisirs, 1982, ISBN 2-7242-1161-8, bnf:34734980 .
- (FR) Stéphane Peyron e Marc Maisonneuve, L'Homme qui glissait sur les eaux, Parigi, R. Laffont, 1987, ISBN 2-221-05577-2, bnf:34978667 .

## Riconoscimenti
- Premi
  - 1987 : Con i due fratelli, Stéphane Peyron è laureato del "Premio Henri Deutsch de la Meurthe" dell'Académie des sports nel 1987 «a ricompensa di un fatto sportivo che può generare un progresso materiale, scientifico o morale per l'umanità».[19]